# Mathieu Debuchy
Mathieu Debuchy (Phát âm tiếng Pháp: [ma.tjø də.by.ʃi]; sinh 28 tháng 7 năm 1985) là một cầu thủ bóng đá chuyên nghiệp người Pháp hiện đang chơi cho câu lạc bộ bóng đá Pháp Valenciennes. Anh thường chơi ở vị trí hậu vệ phải.
Mathieu Debuchy đã gia nhập Arsenal vào tháng 7 năm 2014
Anh đã chuyển đến từ Newcastle United sau 18 tháng ở Newcastle United. Mathieu đã có 9 năm đầu trong sự nghiệp của mình ở đội bóng Pháp Lille nơi anh ra sân 233 lần ở giải quốc nội và 18 lần ở Champions League.
Anh đã giúp đội bóng Pháp giành cú đúp danh hiệu trong mùa giải 2010/11 và được có tên trong Đội hình xuất sắc nhất mùa giải tiếp theo của Ligue 1.
Anh có trận đấu ra mắt cho đội tuyển Pháp từ tháng 10 năm 2011 đến tháng 9 năm 2015 và đã ra sân 27 trận và ghi được 2 bàn thắng, từng cùng đội tuyển Pháp tham dự World Cup 2014.

## Thống kê sự nghiệp

### Câu lạc bộ
Tính đến 10 tháng 11 năm 2015 (UTC)
| Câu lạc bộ          | Mùa giải            | Giải đấu            | Giải đấu      | Giải đấu     | Cúp quốc gia  | Cúp quốc gia | Cúp liên đoàn | Cúp liên đoàn | Châu Âu       | Châu Âu      | Khác          | Khác         | Tổng cộng     | Tổng cộng    |
| Câu lạc bộ          | Mùa giải            | Giải đấu            | Số lần ra sân | Số bàn thắng | Số lần ra sân | Số bàn thắng | Số lần ra sân | Số bàn thắng  | Số lần ra sân | Số bàn thắng | Số lần ra sân | Số bàn thắng | Số lần ra sân | Số bàn thắng |
| ------------------- | ------------------- | ------------------- | ------------- | ------------ | ------------- | ------------ | ------------- | ------------- | ------------- | ------------ | ------------- | ------------ | ------------- | ------------ |
| Lille               | 2003–04             | Ligue 1             | 6             | 0            | 0             | 0            | 0             | 0             | —             | —            | —             | —            | 6             | 0            |
| Lille               | 2004–05             | Ligue 1             | 19            | 3            | 0             | 0            | 2             | 0             | 10            | 1            | —             | —            | 31            | 4            |
| Lille               | 2005–06             | Ligue 1             | 27            | 4            | 0             | 0            | 1             | 0             | 6             | 0            | —             | —            | 34            | 4            |
| Lille               | 2006–07             | Ligue 1             | 22            | 1            | 0             | 0            | 1             | 0             | 5             | 0            | —             | —            | 28            | 1            |
| Lille               | 2007–08             | Ligue 1             | 16            | 0            | 1             | 0            | 1             | 0             | —             | —            | —             | —            | 18            | 0            |
| Lille               | 2008–09             | Ligue 1             | 30            | 0            | 3             | 1            | 1             | 0             | —             | —            | —             | —            | 34            | 1            |
| Lille               | 2009–10             | Ligue 1             | 31            | 1            | 1             | 0            | 1             | 0             | 5             | 0            | —             | —            | 38            | 1            |
| Lille               | 2010–11             | Ligue 1             | 35            | 2            | 6             | 0            | 2             | 0             | 6             | 0            | —             | —            | 49            | 2            |
| Lille               | 2011–12             | Ligue 1             | 32            | 5            | 3             | 0            | 1             | 0             | 6             | 0            | 1             | 0            | 43            | 5            |
| Lille               | 2012–13             | Ligue 1             | 15            | 0            | 0             | 0            | 2             | 0             | 3             | 0            | —             | —            | 20            | 0            |
| Lille               | Tổng cộng           | Tổng cộng           | 233           | 16           | 14            | 1            | 12            | 0             | 41            | 1            | 1             | 0            | 301           | 18           |
| Newcastle United    | 2012–13             | Premier League      | 14            | 0            | 0             | 0            | 0             | 0             | 0             | 0            | —             | —            | 14            | 0            |
| Newcastle United    | 2013–14             | Premier League      | 29            | 1            | 0             | 0            | 3             | 0             | —             | —            | —             | —            | 32            | 1            |
| Newcastle United    | Tổng cộng           | Tổng cộng           | 43            | 1            | 0             | 0            | 3             | 0             | 0             | 0            | —             | —            | 46            | 1            |
| Arsenal             | 2014–15             | Premier League      | 10            | 1            | 1             | 0            | 0             | 0             | 3             | 0            | 1             | 0            | 15            | 1            |
| Arsenal             | 2015–16             | Premier League      | 2             | 0            | 0             | 0            | 2             | 0             | 3             | 0            | 0             | 0            | 7             | 0            |
| Arsenal             | Tổng cộng           | Tổng cộng           | 12            | 1            | 1             | 0            | 2             | 0             | 6             | 0            | 1             | 0            | 22            | 1            |
| Tổng cộng sự nghiệp | Tổng cộng sự nghiệp | Tổng cộng sự nghiệp | 288           | 18           | 14            | 1            | 17            | 0             | 47            | 1            | 2             | 0            | 368           | 20           |

1. ↑  Appearances in the UEFA Cup.
2. ↑  Four appearances in the UEFA Champions League, two appearances in the UEFA Cup.
3. 1 2 3 4 5  Appearances in the UEFA Champions League.
4. 1 2  Appearances in the UEFA Europa League.
5. ↑  Appearance in the Trophée des Champions.
6. ↑  Appearances in the FA Community Shield.

### Đội tuyển quốc gia
Tính đến ngày 14 tháng 9 năm 2016
| Đội tuyển quốc gia Pháp | Đội tuyển quốc gia Pháp | Đội tuyển quốc gia Pháp |
| Năm                     | Số lần ra sân           | Số bàn thắng            |
| ----------------------- | ----------------------- | ----------------------- |
| 2011                    | 2                       | 0                       |
| 2012                    | 11                      | 1                       |
| 2013                    | 5                       | 1                       |
| 2014                    | 8                       | 0                       |
| 2015                    | 1                       | 0                       |
| Tổng cộng               | 27                      | 2                       |

Bàn thắng quốc tế
Tính đến 11 tháng 10 năm 2013
| # | Ngày                 | Địa điểm                                         | Đối thủ | Bàn thắng | Kết quả | Giải đấu |
| - | -------------------- | ------------------------------------------------ | ------- | --------- | ------- | -------- |
| 1 | 27 tháng 5 năm 2012  | Sân vận động Hainaut, Valenciennes, Pháp         | Iceland | 1–2       | 3–2     | Giao hữu |
| 2 | 11 tháng 10 năm 2013 | Sân vận động Công viên các Hoàng tử, Paris, Pháp | Úc      | 5–0       | 6–0     | Giao hữu |

## Danh hiệu

### Câu lạc bộ
Lille
- Ligue 1: 2010–11
- Coupe de France: 2010–11

Arsenal
- FA Cup: 2014–15
- FA Community Shield: 2014, 2015